# Ewa Partum
Ewa Partum, född 1945 i Grodzisk Mazowiecki, är en polsk performanceartist, poet, filmskapare, konceptuell artist och postkonstnär. Hon tillhör första generationens avant-gardekonstnärer i Polen och räknas till en av pionjärerna inom feministisk konst . 

## Utbildning
Partum studerade mellan 1963 och 1965 på State Higher School of Fine Arts i Łódź och därefter på Academy of Fine Arts i Warszawa mellan 1965 och 1970 .  

## Utställningar
Partums konst har varit föremål för utställningar över hela världen. Några av dem är :
- W.O.R.K.S., Conceptual Graphics "Reading of Our World" in Calgary, Canada, 1973
- Prospectiva 74 in São Paulo in 1974; International Exhibition of Mail Art ‘75 i Buenos Aires, 1975
- The Film Festival "Film as Film - Film as Art" i Lodz, 1977
- Quatro in Milan in 1982; Contemporary Polish Art i Berlin, 1984
- Polska 86, en utställning om polskt fotografi under 1900-talet
- Black-and-White Poland in Paris, 1990
- Jestesmy at Zacheta National Gallery of Art i Warsaw, 1991
- WACK! Art in the Feminist Revolution at MoCA, 2007
- For a Special Place: Documents and Works from the Generali Foundation Collection at the Austrian Cultural Forum, 2007